# Bartolinitis
La bartolinitis es  la inflamación de las glándulas de Bartolino, situadas a ambos lados de la vagina, entre los labios mayores y la pared de la vagina, y cuya función es la lubricación vaginal. Es  una enfermedad curable y tratable sin mayores impactos para el normal desenvolvimiento sexual de la mujer. 

## Descripción
Al obstruirse el pequeño orificio por donde sale el líquido secretado por la glándula, ese líquido sigue siendo producido, pero al no tener salida se va acumulando y comienza a formarse un bulto redondo, en el borde de la vagina, que puede ir creciendo hasta alcanzar el tamaño de una naranja, aunque lo más frecuente es que alcance el tamaño de una nuez. Este proceso va acompañado de dolor en la zona afectada. 
Cuando hay infección, el bulto se llena de un líquido purulento de olor muy desagradable.

## Causas
La bartolinitis aparece por una obstrucción de la salida de una de las dos glándulas de Bartolino.
Algunos sostienen que la ropa muy ajustada o el uso continuo de prendas íntimas de lycra podrían favorecer el desarrollo de bacterias que pueden causar esta dolencia. Algunos médicos consideran que los DIU y los anticonceptivos hormonales podrían cambiar la consistencia del flujo vaginal, generando episodios. 
Pero no parece haber una evidencia definitiva de una única causa específica ni método de prevención, y muchos médicos consideran que la bartolinitis es mera cuestión de predisposición del organismo.
Otros aseguran que son causados por el estrés, debido a la eliminación de un flujo amarillo.

## Bartolinitis e infecciones
En la mayoría de ocasiones, no siempre los quistes de la glándula de Bartolino están infectados. Sin embargo, en algunos casos, la bartolinitis puede estar producida por una infección, o las glándulas pueden infectarse secundariamente. En estos casos se habla de absceso de Bartolino. 
La infección suele estar producida por bacterias que normalmente se encuentran en la piel. Es común la infección causada por una bacteria (Escherichia coli), pero la infección también puede estar producida por estafilococos y estreptococos y por enfermedades de transmisión sexual: clamidia y especialmente gonorrea. 
Se deben practicar exámenes para determinar la existencia de infección, recogiendo una muestra del líquido drenado para un análisis de laboratorio. En mujeres de edad avanzada puede recomendarse una biopsia para descartar un tumor de glándula de Bartolino subyacente

## Tratamiento
El tratamiento más habitual para esta dolencia es a base de antibióticos, antiinflamatorios y analgésicos que deberán ser recetados por el médico.
Con este tratamiento, en ocasiones, la bartolinitis cesa espontáneamente, tornando la glándula a su estado normal. En otros casos, la hinchazón continúa aumentando con los días y cuando la glándula alcanza un tamaño excesivo, la presión del líquido acumulado produce su ruptura, y la glándula drena, dándose fin así al episodio de bartolinitis.
Si la glándula no drena sola, el médico puede realizar una pequeña incisión para proceder al drenaje. Esta incisión quirúrgica produce el drenaje completo del absceso y proporciona el mayor alivio y la recuperación más rápida de un episodio de bartolinitis. Este procedimiento puede practicarse bajo anestesia local en el consultorio médico. No obstante, no siempre se resuelve el problema de esta manera definitivamente, debido a que el orificio es casi siempre muy pequeño y se cierra rápidamente antes de completarse el drenaje.
Por esto, el médico puede realizar la introducción de un pequeño catéter, denominado de Word, en el interior del quiste y en la propia consulta, que se deja allí durante unas 2 a 4 semanas para que se drene el líquido y se mantenga abierta la glándula. Con este catéter se puede desarrollar una actividad normal, aunque las relaciones sexuales pueden ser molestas mientras el catéter está colocado.

### Abscesos recurrentes
Las bartolinitis suelen ser recurrentes, excepto cuando la glándula ha sido extirpada. Si las obstrucciones se producen repetidamente se puede recurrir, como primera medida, a la marsupialización de la glándula.
En el procedimiento de marsupialización, se crea de manera quirúrgica una abertura pequeña, permanente, para facilitar el drenaje de la glándula. Se colocan unos puntos en el borde del quiste para que se forme una pequeña abertura. Este procedimiento permite el drenaje del líquido durante unas pocas semanas y lo único que hay que hacer es llevar una pequeña compresa en la ropa interior para que absorba esta secreción. No siempre la marsupialización da un resultado definitivo.
Otros tratamientos menos habituales son el empleo de la cirugía o el láser para extirpar toda la glándula. Normalmente ambas técnicas pueden realizar de forma ambulatoria, sin necesidad de ingreso hospitalario.
La intervención quirúrgica es sencilla y no repercutirá negativamente en la lubricación de la vagina, dado que el 90% de la lubricación es llevada a cabo por la propia vagina. Sin embargo, su realización es técnicamente difícil, y algunas pacientes dan testimonio de dolores y molestias permanentes tras haber sido sometidas a este tratamiento.